# Johannes Laurin
Johannes Laurin, född 5 juli 1896 i Kropp, Malmöhus län, död 7 september 1962 i Helsingborg, var en svensk recitatör, teckningslärare, inredningsarkitekt och målare.
Han var son till kyrkoherden Joël Laurin och Emma Hallgren. Laurin utexaminerades med en teckningslärarexamen från Högre konstindustriella skolan i Stockholm 1919. Samma år studerade han målning vid Edward Berggrens och Althins målarskolor. Han studerade drama vid Dramatiska teaterns elevskola 1922–1924. Han var anställd som teckningslärare i Vänersborg, Helsingborg och Västerås 1921–1927. Han praktiserade som inredningsarkitekt hos Elis Reinius i Stockholm 1930 och var innehavare av Ateljé Möbleringskonst i Lund från 1934. Han återupptog sina konststudier vid Skånska målarskolan i Malmö och för Gotthard Sandberg 1939. Han medverkade i samlingsutställningar med Skånes konstförening och Helsingborgs konstförening. Hans konst består av stilleben, landskap och porträttstudier.